# 陳尚鵬
陈尚鹏（1989年11月11日—），吉林长春人，中国滑冰短道速滑男子运动员。

## 生涯
2008.3全国冠军赛短道速滑个人冠军，男子5000米接力冠军

2009  11届全运會5000米短道速滑亚军，个人全能第八名